# Muricea formosa
Muricea formosa är en korallart som beskrevs av Addison Emery Verrill 1869. Muricea formosa ingår i släktet Muricea och familjen Plexauridae. Inga underarter finns listade i Catalogue of Life.